# Grm pri Podzemlju
Grm pri Podzemlju je naselje u slovenskoj Općini Metliki. Grm pri Podzemlju se nalazi u pokrajini Dolenjskoj i statističkoj regiji Jugoistočnoj Sloveniji.

## Stanovništvo
Prema popisu stanovništva iz 2002. godine naselje je imalo 56 stanovnika.